# Club Internet
Club Internet est l'un des plus anciens fournisseurs d'accès à Internet français, créé le 11 octobre 1995 par l'entreprise Lagardère SCA. 
Elle devient la filiale française de T-Online en février 2000, l'activité Internet de Deutsche Telekom. En juin 2006, Club Internet / T-Online France devient une filiale directe du groupe Deutsche Telekom. Le 2 juillet 2007, celle-ci est rachetée par le groupe Neuf Cegetel. Le 1er avril 2009, Neuf-Cegetel disparaît au profit de la marque SFR.

## Historique

### 1995-1997: les débuts
Club Internet a été lancé le 11 octobre 1995 par Fabrice Sergent, et son équipe (notamment Julien Mitelberg, Yann Mauchamp, Olivier Martinerie, Daniel Grossmann, Thuc Co Duchemin, Michel Béra) au sein de Lagardère SCA avec le soutien d'Arnaud Lagardère et de Philippe Camus. Club Internet est alors l'entité FAI de la société Grolier Interactive Europe - Online Group, filiale de Lagardère SCA chargée des activités « online » du groupe, incluant en plus de Club Internet l'activité de Web Agency via l'entité « Studio Grolier » (Julien Mitelberg) et l'activité de FAI pour les entreprises via l'entité « MGN / Matra Grolier Network » (Sébastien Ozanne). 
En novembre 1995, Club Internet lance sa première offre d'abonnement mensuel RTC (au prix à l'époque imbattable de 77 francs par mois - hors communications au prix local). Ce FAI est lancé avant tous les autres FAI grand public de l'époque tels que AOL et Wanadoo / France Télécom [réf. nécessaire].
En 1996, la société lance :
- un service d'info trafic en temps réel, Sytadin ;
- un portail pour les enfants, ID-CLIC ;
- un système de consultation des courriels par téléphone, LiveMail ;
- la vidéo diffusée en ligne.

### 1998-1999
En septembre 1998, Club Internet change de logo et le slogan « Le Club le plus ouvert de la planète » apparaît. À cette occasion, sa première campagne de publicité, signée Publicis Technology et intitulée « L'Autodafé », est lancée et a pour conséquence une augmentation des abonnements de trois cents à deux mille par jour. Dans le même temps elle lance le 1er Pack Modem RTC, incluant un modem à prix cassé ainsi que l'abonnement.
En janvier 1999, Club Internet est considéré comme le deuxième fournisseur d'accès à Internet français.
En novembre 1999, Club Internet est parmi les tout premiers fournisseurs d'accès à proposer une offre ADSL à 512 kbit/s. Face à la concurrence des offres dites « gratuites » (où l'on ne paye plus d'abonnement mais seulement la communication), Club Internet invente le premier forfait Internet, incluant les communications téléphoniques en plus de l'abonnement. Ce même mois, Club Internet introduit en France la technologie du micropaiement, exploitée plus tard par w-HA.

### 2000-2002: une filiale de Deutsche Telekom
En février 2000, Club Internet compte 320 000 abonnés, contre 1,6 million pour Wanadoo et 320 000 pour AOL France. T-Online, l'opérateur internet de Deutsche Telekom (4,2 millions d'abonnés en Allemagne), rachète la branche internet de Lagardère.
En mars 2000, Club Internet lance avec Publicis Consultants une saga publicitaire réalisée par Luc Besson pour un coût estimée à huit millions de francs français,. Cette campagne publicitaire permet au fournisseur d'accès d'atteindre les 700 000 abonnés en juin 2001.
En octobre 2001, Club Internet réalise la première expérience de diffusion de télévision sur Internet, avec l'exclusivité du live de Star Academy.
En février 2002, Club Internet lance la première initiative de démocratisation de l'Internet haut débit en France avec le Pack Modem Haut Débit gratuit.
En octobre 2002, Club Internet lance le « Club Haut Débit » qui est le premier portail audio, vidéo et multimédia (cinéma, jeux vidéo et musique). Ce lancement est accompagné par le LivePass, le premier bouquet de chaînes de télévision diffusées sur Internet en France (LCI, Eurosport, Télétoon, MCM Pop, MTV Live).

### 2003-2005
En mai 2005, Club Internet étend ses services de messagerie unifiée aux services de messagerie vocale, avec Flashvox.
Le 7 juin 2005, Club Internet s'ouvre à un nouveau métier et devient opérateur de télécommunications. T-Online, après avoir dévoilé en novembre 2004 sa nouvelle stratégie de croissance sur le marché européen, annonce le déploiement de son propre réseau et le lancement d'offres et de services innovants, tels que le triple play, par sa fililale française Club Internet. À ce titre, la société s'est associée à l'un des principaux acteurs du marché, Microsoft, en utilisant son système nommé Microsoft TV, inédit en France. Dans ce cadre, T-Online décide d'investir près d'un milliard d'euros dans les filiales française et espagnole.

### 2005-2007
Le 3 novembre 2005, Club Internet lance un service de concerts à la demande. Robbie Williams fut à l'honneur pendant dix jours. Ce même jour, Club Internet réalise le lancement commercial de son propre réseau compatible ADSL2+ et VDSL2 et devient pleinement opérateur de télécommunications. La société est désormais en mesure de proposer une offre multi play dont elle gère toute l'infrastructure.
Le 7 novembre 2005, Club Internet propose sa première offre en dégroupage total.
Depuis juin 2006, Club Internet / T-Online France est une filiale directe du groupe Deutsche Telekom.
Le 29 juin 2006, Club Internet lance, en avant première, son offre triple play avec le système exclusif Microsoft TV, pour ses anciens abonnés. En septembre 2006, le triple play devient disponible pour l'ensemble du marché.
Le 1er mars 2007, Club Internet est officiellement mis en vente par Deutsche Telekom[pourquoi ?].

### 2007-2009: l'ère Neuf Cegetel
Le 29 juin 2007, Neuf Cegetel acquiert — après le feu vert de la commission des autorités françaises de concurrence — la société T-Online France (Club Internet) pour la somme de 465 millions d'euros. Le 2 juillet 2007, Club Internet / T-Online France est racheté par le groupe Neuf Cegetel.
Mi-juillet 2007, Neuf Cegetel va diminuer largement le capital de publicité de Club Internet afin de le refondre dans la marque Neuf.
Depuis le troisième trimestre 2007, Neuf propose à ses clients Club Internet de migrer vers Neuf. En effet Neuf espère atteindre 90 % des clients de Club Internet migrant vers Neuf afin de faire disparaître petit à petit la marque Club Internet et de tout recentrer sur Neuf. Pour ce faire, une mesure contestée a été prise en janvier 2009. Les abonnés de Club Internet doivent se réabonner directement chez SFR pour bénéficier du service de télévision. Sans quoi, début mai ils ne bénéficieront plus que d'internet et du téléphone. Le nouveau propriétaire de Club Internet tente alors par tous les moyens de faire disparaître l'ancien opérateur.
Le 2 janvier 2008, le site de Club Internet ferme ses portes, il affiche désormais les offres de SFR depuis le rachat de Neuf Cegetel par SFR. Le réseau lui-même est revendu à Bouygues Telecom le 1er juillet 2008, qui le réutilisera pour lancer sa propre offre xDSL.
Le 10 juin 2009, la messagerie club-internet migre entièrement vers SFR, étape marquant définitivement la fin de Club Internet.

## Identité visuelle

Logos de Club Internet
Ancien logo de Club Internet du 11 octobre 1995 à septembre 1998.
Ancien logo de Club Internet de septembre 1998 au 8 septembre 2003.
Ancien logo de Club Internet du 8 septembre 2003 au 17 août 2005.
Logo de Club Internet du 17 août 2005 au 10 juin 2009.

### Slogans
- De septembre 1998 au 8 septembre 2003 : Le club le plus ouvert de la planète.
- Du 8 septembre 2003 au 16 août 2005 : L'internet puissance vous.
- Du 17 août 2005 au 10 juin 2009 : Vous êtes en bonne compagnie.